# Royal Newfoundland Constabulary
Die Royal Newfoundland Constabulary ist neben der Ontario Provincial Police und der Sûreté du Québec eine von drei Provinzpolizeien in Kanada. 

## Aufgaben und Geschichte
Eine Newfoundland Constabulary in der Kolonie Neufundland bestand bereits im Jahr 1729. Sie wurde 1841 nach dem Vorbild der Royal Irish Constabulary neu aufgestellt.
Das Aufgabengebiet Recht und Ordnung einschließlich der Durchsetzung des Strafrechts und die entsprechende provinzielle Gesetzgebung liegt in Kanada im Zuständigkeitsbereich der Provinzen und Territorien. Einzigartig ist, dass die Zuständigkeit für die Polizeiarbeit in Neufundland und Labrador nicht bei den Gemeinden liegt – in Ontario und Québec erbringt die Provinzpolizei nur in kleinen Gemeinden oder auf Ersuchen eines Gemeinderats polizeiliche Dienstleistungen an vorderster Front; in Neufundland und Labrador ist die Constabulary standardmäßig in allen Gemeinden tätig.
Als 1949 Neufundland dem kanadischen Bund beitrat, wurden die Newfoundland Rangers mit der Nationalpolizei RCMP verschmolzen, so dass die RCMP auch Polizeidienste im ländlichen Inneren der Provinz übernahm. Bis heute hat die Newfoundland Constabulary größere Bereiche der Provinz in ihren Zuständigkeitsbereich behalten. 
1979 verlieh Queen Elisabeth II. der Newfoundland Constabulary eine königliche Schirmherrschaft in Anerkennung ihrer langjährigen Verdienste um Neufundland und Labrador. Die Einheit änderte daraufhin ihren Namen in Royal Newfoundland Constabulary. 